# Dora Emdin
Dora M. Emdin (* 4. August 1912 in St Albans (Hertfordshire); † 9. April 1945 in Gloucestershire) war eine englische Tischtennisspielerin. Sie nahm an drei Weltmeisterschaften teil und gewann dabei insgesamt drei Medaillen.
Dora Emdin war die Tochter des englischen Tischtennisfunktionärs Ralph Emdin (* ca. 1876; † 1953) und Schwester von Doris Emdin, die ebenfalls Nationalspielerin war. Bei der WM 1934 erreichte Dora Emdin im Einzel das Halbfinale. 1938 gewann sie Bronze im Doppel mit Phyllis Hodgkinson sowie Silber im Mannschaftswettbewerb.
Fünfmal siegte sie bei den offenen englischen Meisterschaften, nämlich 1933 im Einzel und im Mixed mit Victor Barna, 1934 im Doppel mit Phyllis Moser und im Mixed mit Victor Barna sowie 1936 im Doppel mit Astrid Krebsbach. 1934 belegte sie in der Weltrangliste Platz sechs.
1940 (im Juli, August oder September) heiratete Dora Emdin in Willesden Jack Zillwood. Sie starb 1945 nach kurzer Krankheit.